# Petr Šmaha
Petr Šmaha (12. května 1945 Brno-Slatina – 28. dubna 2021) byl český malíř a kreslíř.

## Život
Akademický malíř Petr Šmaha se narodil v Brně-Slatině a pak chodil na základní školu v Ostravě (1951–1959). V letech 1959–1962 studoval na Střední uměleckoprůmyslové škole v Brně (pedagogové Emanuel Ranný a Dalibor Chatrný, konzultace Otakar Zemina). V letech 1962–1968 vystudoval malbu na Akademii výtvarných umění v Praze u profesora Františka Jiroudka a asistenta Václava Sedláčka. V Praze se seznámil s výtvarnými umělci Ladislavem Čepelákem, Jiřím Johnem, Josefem Jírou, Františkem Ronovským a Bohdanem Kopeckým. Samostatně vystavoval od roku 1961. V osmdesátých letech byl členem Svazu československých výtvarných umělců, v devadesátých letech působil v uměleckých spolcích Kontrast, Lipany a Nové sdružení pražských umělců. Později byl členem SVU Mánes (1999–2013), od roku 2013 pak Volného sdružení M. Svými díly je zastoupen ve sbírkách doma i v zahraničí.
Petr Šmaha žil v Praze a v obci Statenice-Černý Vůl severozápadně od Prahy. V posledních letech života trpěl plicním onemocněním, jehož zhoršení si vyžádalo hospitalizaci. Při ní se nakazil covidem-19, jehož komplikacím podlehl.

## Tvorba
Byl výrazným představitelem české figurální exprese, vycházející ze síly autentického prožitku a živě navazující na tradice české i světové malby tohoto typu.

## Výstavy
Samostatně vystavoval od roku 1961.

### Samostatné výstavy (výběr)
- 1974 – Galerie mladých, Mánes Praha
- 1980 – Dům kultury, Orlová (Karviná)
- 1984 – Galerie Nová síň, Praha
- 1984 – Divadlo hudby (Galerie Titanic), Olomouc
- 1989 – Galerie Platýz, Praha
- 1991 – Galerie výtvarného umění, Ostrava
- 1993 – „Strniště I.“, Galerie Stará radnice, Brno
- 1999 – Galerie Lichtenštejnského paláce, Praha
- 1994 – „Obrazy – znamení býka“, Divadlo Bez zábradlí, Praha
- 1995 – Výběr obrazů ze 70.-90. let, Ta Fantastika, Praha
- 2001 – „Bratři“, Muzeum a Pojizerská galerie, Semily
- 2007 – Obrazy, kresby 2002–2007, Galerie Diamant, Praha
- 2008 – „Proces“, Špačkova galerie, Praha-Lysolaje
- 2008 – „České soudnictví Kauza Mánes“, Galerie Dolmen, Brno
- 2014 – Rabasova galerie, Rakovník
- 2016 – Rozbité brýle, Galerie Navrátil, Praha
- 2018 – Obrazy 2007–2017, Rabasova galerie, Rakovník
- 2019 – „Opřenost“, Galerie Jiřího Jílka, Šumperk – výstava věnovaná památce spolužáka z brněnské šuřky, sochaře Milana Kříže (1945–2016)
- 2020 – Obrazy a kresby, Městské divadlo Pod točnou, Kolín

### Kolektivní výstavy
Zúčastnil se řady kolektivních výstav.

## Ocenění
- 1966, 1968 – ateliérová cena AVU
- 1983 – cena J. Dimitrova, Sofie
- 2002 – cena festivalu grafiky a fotografie Máchovy Litoměřice